# Intervenciones médicas en personas intersexuales

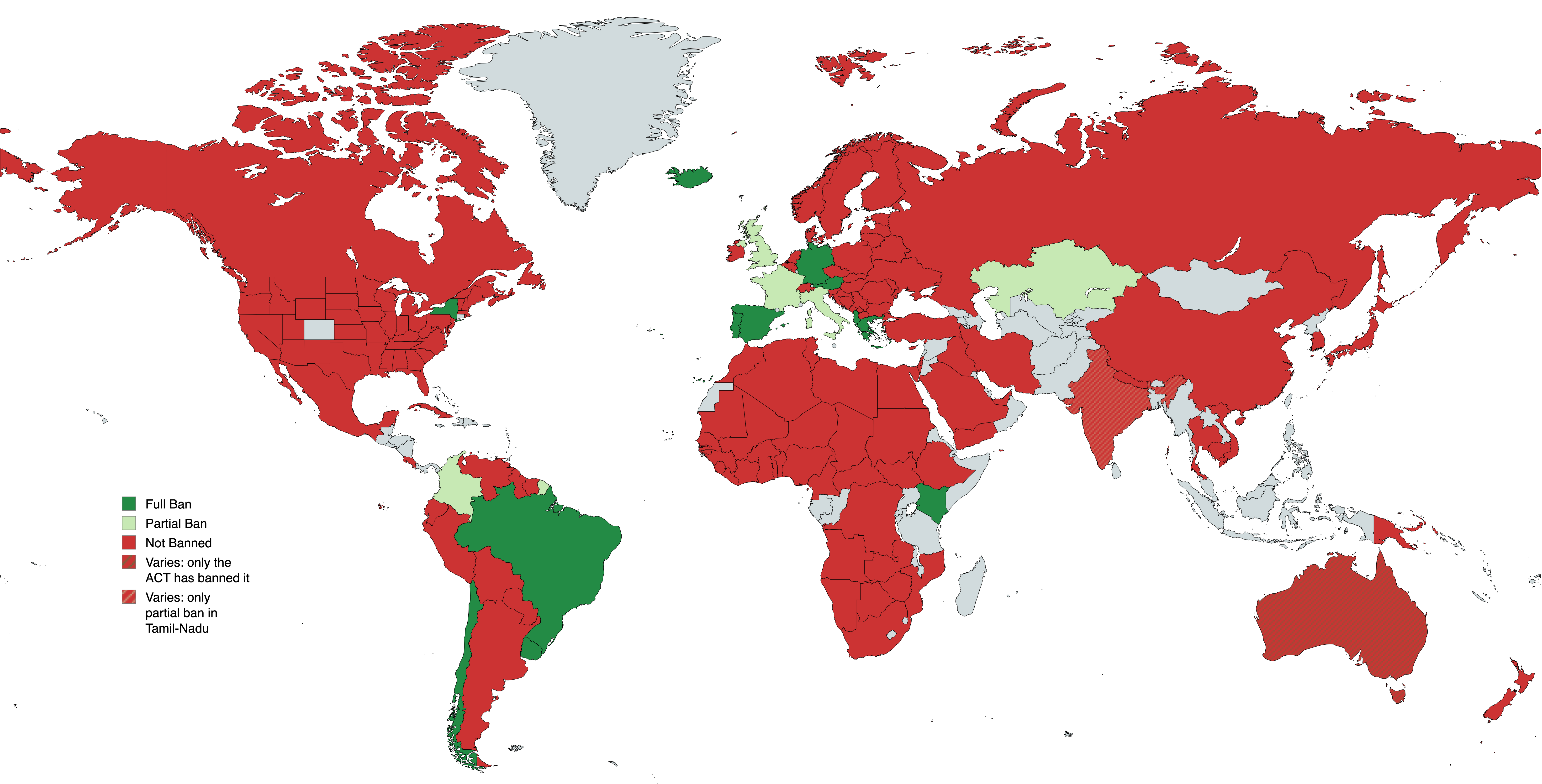
Un mapa de todos los países que han prohibido la cirugía en menores intersexuales intersex, según equaldex.com al 1 de febrero de 2025

Las intervenciones médicas en personas intersexuales, a veces conocidas como mutilaciones genitales intersexuales (IGM), son intervenciones médicas quirúrgicas, hormonales y de otro tipo que se realizan para modificar genitales atípicos o ambiguos y otras características sexuales. La historia de la cirugía intersexual se ha caracterizado por la controversia debido a informes que indican que la cirugía puede comprometer la función y la sensibilidad sexual, y crear problemas de salud de por vida.
Las intervenciones médicas pueden tener diversas razones, debido a la enorme variedad de desórdenes del desarrollo sexual (DSD). Algunos trastornos, como el trastorno de pérdida de sal, pueden ser potencialmente mortales si no se tratan. Además, la cirugía no consensuada y los estigmas que rodean a las personas intersexuales pueden generar sentimientos de disforia y consecuencias negativas para la salud mental.
Las intervenciones en bebés y niños intersexuales son cada vez más reconocidas como una cuestión de derechos humanos. Las organizaciones intersexuales y las instituciones de derechos humanos cuestionan cada vez más la base y la necesidad de tales intervenciones. En 2011, Christiane Völling ganó el primer caso exitoso contra un cirujano por una intervención quirúrgica no consensuada. En 2015, el Consejo de Europa reconoció por primera vez el derecho de las personas intersexuales a no someterse a tratamientos de asignación de sexo y Malta se convirtió en el primer país en prohibir modificaciones involuntarias o forzadas a las características sexuales.

## Tipos de intervención
Las intervenciones incluyen:
- Tratamiento quirúrgico
- Tratamiento hormonal
- Selección genética y abortos
- Tratamiento para disforia de género
- Apoyo psicosocial

Las intervenciones quirúrgicas pueden dividirse en procedimientos masculinizantes destinados a que los genitales se asemejen a los de un varón XY típico, y procedimientos feminizantes para asemejar los genitales a los de una mujer XX típica. Existen múltiples técnicas o enfoques para cada procedimiento. Algunas técnicas se adaptan a diferentes grados de diferencia física.
Algunos niños reciben una combinación de procedimientos. Por ejemplo, un niño considerado como un varón que sufre de un trastorno 46,XY del desarrollo sexual debido a deficiencia de 5-alfa-reductasa 2 puede someterse a un cierre urogenital medio faloplastia y una orquidopexia. Una niña considerada como una virilización severa con hiperplasia suprarrenal congénita puede someterse tanto a una recesión parcial del clítoris como a una vaginoplastia.

### Procedimientos quirúrgicos masculinizantes
La orquidopexia y la reparación de hipospadias son los tipos más comunes de cirugía correctiva genital que se realizan en bebés varones. En algunas partes del mundo, la deficiencia de 5 alfa-reductasa 2, los defectos en la síntesis de testosterona o incluso formas más raras de intersexualidad representan una proporción significativa de casos, pero estos son poco frecuentes en Norteamérica y Europa. La cirugía masculinizante para individuos completamente virilizados con cromosomas sexuales XX y hiperplasia suprarrenal congénita es infrecuente.

### Procedimientos quirúrgicos feminizantes
En los últimos 50 años, los siguientes procedimientos se realizaron con mayor frecuencia para lograr genitales más típicamente femeninos: virilización por hiperplasia suprarrenal congénita y extrofia cloacal. En el siglo XXI, la cirugía de feminización para facilitar la reasignación de bebés XY con micropene no ambiguo se ha descontinuado en gran medida, y la reasignación quirúrgica de bebés XY con extrofia u otras variaciones o lesiones significativas está disminuyendo.

### Tratamiento hormonal
Existe amplia evidencia de que las pruebas prenatales y el tratamiento hormonal previenen los rasgos intersexuales. En 1990, el artículo de Heino Meyer-Bahlburg examinó el uso de un «tratamiento hormonal prenatal para la prevención de la homosexualidad» mediante investigaciones realizadas en fetos con hiperplasia suprarrenal congénita (HSC). Dreger, Feder y Tamar-Mattis describen cómo investigaciones posteriores interpretan el «bajo interés en bebés y hombres, e incluso el interés en lo que consideran ocupaciones y juegos masculinos, como "anormal" y potencialmente prevenible con dexametasona prenatal».

### Selección genética y terminaciones
La ética del diagnóstico genético preimplantacional para descartar rasgos intersexuales fue el tema de 11 artículos publicados en la edición de octubre de 2013 del American Journal of Bioethics. Existe evidencia generalizada de interrupciones del embarazo derivadas de pruebas prenatales, así como del tratamiento hormonal prenatal para prevenir los rasgos intersexuales.
En abril de 2014, la Intersex Human Rights Australia presentó una propuesta sobre la selección genética mediante diagnóstico genético preimplantacional al Consejo Nacional de Salud e Investigación Médica, recomendando que no se permitiera la deselección de embriones y fetos por motivos de intersexualidad. citando investigaciones que mostraban tasas de interrupción del embarazo de hasta el 88% en personas con la mutación cromosómica 47,XXY.

### Disforia de género
El DSM-5 incluyó un cambio en el uso del término «trastorno de identidad de género» por «disforia de género». Este código revisado ahora incluye específicamente a las personas intersexuales que no se identifican con el sexo asignado al nacer y experimentan angustia o discapacidad clínicamente significativa, utilizando el término «desorden del desarrollo sexual». Esta medida fue criticada por grupos de defensa de la intersexualidad en Australia y Nueva Zelanda.

## Investigaciones
En 2001, especialistas de la Clínica Intersexual de la University College de Londres publicaron evidencia que indicaba los daños que pueden derivar de intervenciones inapropiadas y aconsejaban minimizar el uso de procedimientos quirúrgicos infantiles.
Un artículo de 2004 de Heino Meyer-Bahlburg examinó los resultados de cirugías tempranas en personas con variaciones XY en un centro de pacientes.El estudio se ha utilizado para respaldar la afirmación de que «la mayoría de las mujeres [...] han favorecido la cirugía genital a una edad más temprana», pero Baratz y Feder lo criticaron en un artículo de 2015 por no informar a los encuestados de que no someterse a una cirugía podría ser una opción, y que hubiesen tenido mejores resultados si hubiesen pospuesto la cirugía ahsta después de la pubertad.

### Declaración de consenso de Chicago
En 2006, un grupo invitado de profesionales clínicos se reunió en Chicago para revisar la evidencia clínica y los protocolos, y adoptar un nuevo término para las condiciones intersexuales: «desórdenes del desarrollo sexual» (DSD) en el artículo de la revista Consensus Statement on Intersex Disorders and their Management. El nuevo término se refiere a «condiciones congénitas en las que el desarrollo del sexo cromosómico, gonadal o anatómico es atípico». El término ha sido controvertido y no se ha adoptado ampliamente fuera del ámbito clínico: la Organización Mundial de la Salud y muchas revistas médicas aún se refieren a rasgos o condiciones intersexuales. Académicos como Georgiann Davis y Morgan Holmes, y psicólogos clínicos como Tiger Devore argumentan que el término DSD se diseñó para «reinstitucionalizar» la autoridad médica sobre los cuerpos intersexuales.

### Prácticas
Diversas investigaciones realizadas en los últimos años sugieren que aun se practican frecuentemente intervenciones médicas en personas intersexuales. Creighton y otros en el Reino Unido han descubierto que ha habido pocas auditorías desde la declaración de 2006, habiendo un aumento en las cirugías de clítoris en menores de 14 años desde ese año. En Australia, a pesar de realizar una investigación parlamentaria sobre los derechos de las personas intersexuales, no ha implementado ninguna política, y las cirugías de normalización genital, ya sean involuntarias o forzadas, aún se realizan con la aprobación del Tribunal de Familia de Australia.

### Riesgos de suicidio y bienestar de las personas intersexuales
Las personas intersexuales a menudo no reciben el apoyo de sus padres o familiares. Pueden sufrir daños a través de sus familias, como ser obligadas a ajustarse a las expectativas de género, ser obligadas o incluso sin su consentimiento a recibir tratamientos o intervenciones médicas, o ser completamente aisladas de su familia si no se ajustan a lo esperado. En un estudio realizado en Estados Unidos, se encontró que el 43% de los adultos intersexuales calificó su salud física como regular o mala, en comparación con el 17.7% de la población general estadounidense.

## Controversias

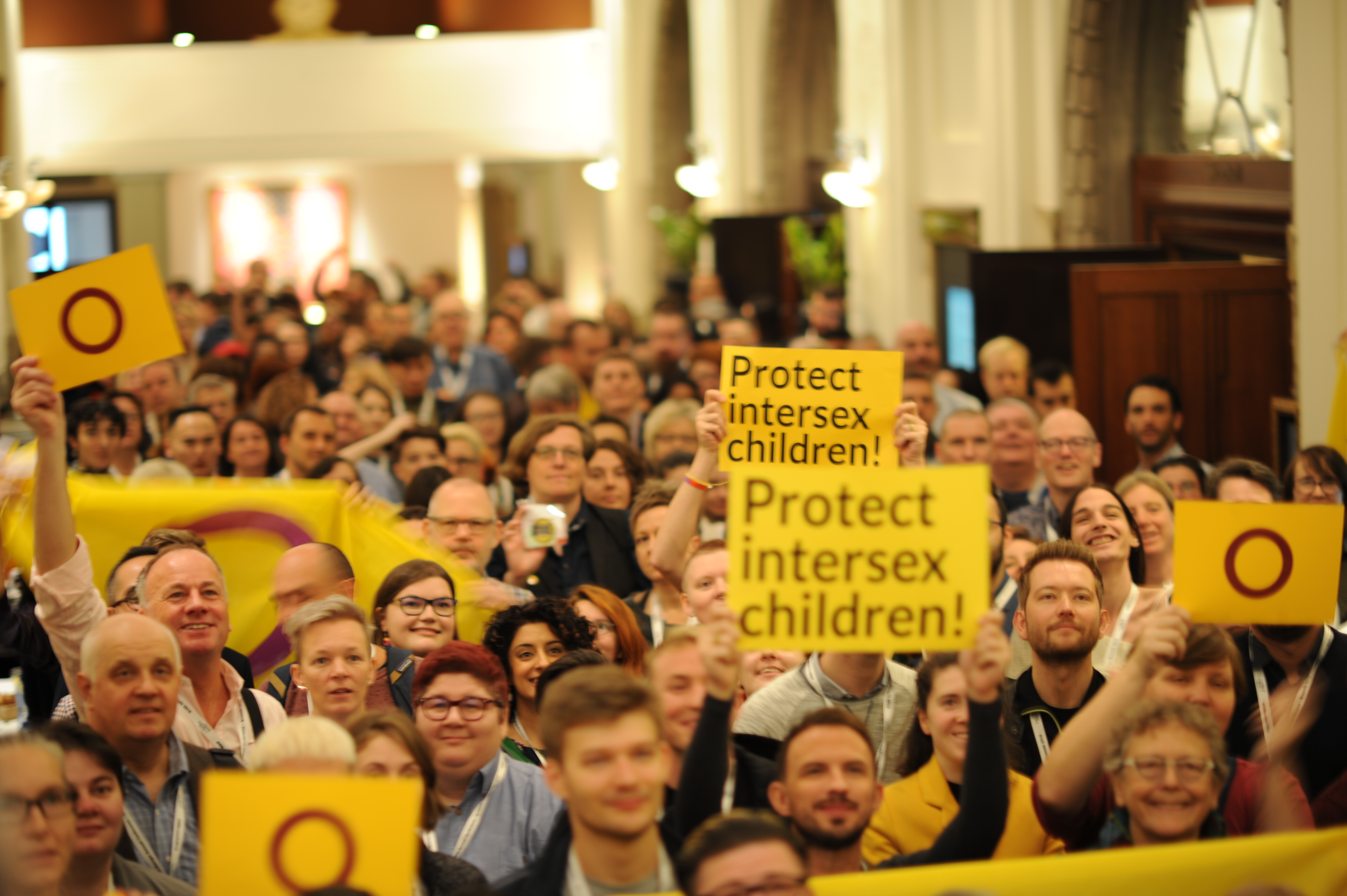
Conferencia de ILGA en 2018 por el día de la conciencia para la comunidad intersexual.

### Consentimiento parental
Generalmente, se considera que los padres pueden consentir intervenciones feminizantes o masculinizantes en sus hijos, lo cual puede considerarse estándar para el tratamiento de trastornos físicos. Sin embargo, esto es controvertido, especialmente cuando las intervenciones buscan abordar problemas psicosociales. En 2015, The BMJ afirmó que los padres se ven indebidamente influenciados por información medicalizada, pueden no darse cuenta de que están consintiendo tratamientos experimentales y el arrepentimiento es frecuente. Investigaciones sugieren que los padres están dispuestos a consentir cirugías que alteren la apariencia incluso a costa de la sensibilidad sexual en la edad adulta posterior. Algunos expertos en derechos del niño, como Kirsten Sandberg, afirman que los padres no tienen derecho a consentir tales tratamientos.

### Sensación y función sexual
Informes publicados a principios de la década de 1990 indican que entre el 20% y el 50% de los casos quirúrgicos resultan en pérdida de la sensibilidad sexual. Un artículo de 2007 de la American Urological Association abarcó sobre la sensibilidad del clítoris tras una cirugía de reducción, pero la investigación en sí misma fue objeto de debate ético. Pacientes postoperatorias mayores de cinco años fueron consideradas candidatas para la prueba de sensibilidad del clítoris, las cuales se realizaron en la cara interna del muslo, labios mayores, labios menores, introito vaginal y clítoris con un aplicador con punta de algodón, y con un biotesiómetro ―un dispositivo médico utilizado para medir los umbrales de sensibilidad―. La ética de estas pruebas ha sido criticada por bioeticistas, y posteriormente defendida por la Oficina para la Protección de la Investigación Humana.

### identidad de género
La identidad de género y la sexualidad en niños intersexuales se han problematizado, y se han emitido juicios subjetivos sobre la aceptabilidad del riesgo de disforia de género en el futuro. Tradicionalmente, los profesionales médicos han considerado que los peores resultados tras la reconstrucción genital en la infancia se producen cuando la persona desarrolla una identidad de género discordante con el sexo asignado en la infancia. La mayoría de los casos en los que un niño o un adulto ha cambiado voluntariamente de sexo y ha rechazado el sexo asignado y criado se han dado en varones genéticos parcial o totalmente virilizados que fueron reasignados y criados como mujeres.

### Estigma y normalidad
A los padres se les suele advertir que, sin cirugía, su hijo será estigmatizado.  Sin embargo, no hay evidencia de que las cirugías ayuden a los niños a crecer psicológicamente sanos. Algunos estudios informan que la intervención quirúrgica ha tenido efectos psicológicos negativos, afectando el bienestar y la calidad de vida, y que los pacientes podrían requerir apoyo psicológico para definir su identidad de género. La Comisión Nacional Suiza de Ética Biomédica afirma que, cuando «las intervenciones se realizan únicamente con miras a la integración del niño en un entorno familiar y social, son contrarias a su bienestar».

### Fotografías médicas
Las fotografías de genitales de niños intersexuales circulan en las comunidades médicas con fines documentales, y las personas con rasgos intersexuales pueden ser sometidas a repetidos exámenes genitales y exhibición ante equipos médicos. Se han debatido los problemas asociados con las experiencias de fotografía médica de niños intersexuales, así como su ética, control y uso. De acuerdo a la investigación de Creighton de 2002, las personas intersexuales suelen sentir impotencia y humillación al ser fotografiados durnate intervenciones médicas.

## Derechos humanos
Instituciones como la Comisión Nacional Asesora Suiza en Ética Biomédica, el Senado de Australia, el Consejo de Europa, la Organización Mundial de la Salud, y la Oficina del Alto Comisionado de las Naciones Unidas para los Derechos Humanos han publicado informes solicitando cambios en la práctica clínica de intervenciones médicas. El Consejo de Europa sostiene que se han perpetuado abusos a los derechos humanos y que existe una falta de comprensión social sobre la realidad de las personas intersexuales. Además, hizo un llamado al respeto del «derecho de las personas intersexuales a no someterse a tratamientos de asignación de sexo».
En 2011, Christiane Völling ganó el primer caso exitoso contra un cirujano por una intervención quirúrgica no consentida, el tribunal alemán le otorgó 100 000 euros. En 2014, Australia se volvió el primer país en realizar una "investigación parlamentaria" sobre procedimientos médicos o quirúrgicos no consensuados a personas intersexuales. El mismo año, el Consejo de Derechos Humanos de las Naciones Unidas publicó un Informe que identificó las cirugías de afirmación de género en menores intersexuales como ejemplos de tortura, he instó a los Estados a prohibir o ilegalizar las cirugías o tratamientos no consentidos que sean irreversibles.
En abril de 2015, Malta se convirtió en el primer país en reconocer el derecho a la integridad corporal y la autonomía física, y en prohibir las modificaciones no consentidas de las características sexuales. La ley fue ampliamente acogida por las organizaciones de la sociedad civil.